# 라이오넬 파이닝거
라이오넬 파이닝거(Lyonel Charles Feininger, 1871년∼1956년)는 독일계 미국인 화가이다.

## 생애
독일계(系) 이민의 가문으로 뉴욕에서 출생하였다. 1887년 독일로 유학, 함부르크 공예학교와 베를린 미술학교에서 배웠고, 처음에 그로테스크한 삽화를 그리는 소묘가(素描家)로 출발하였다. 그 후 수차에 걸친 파리 체재 후 1906년 화가가 될 것을 결심하여 파리의 전위(前衛) 회화와 접촉하면서 자기 자신의 양식을 모색해 갔다. 1911년 뮌헨의 '블라우에 라이터'파(派)에 가입하였으며, 이 시기에 큐비즘과 오르피슴의 영향을 받아 그의 독특한 양식이 확립되었다. 그것은 프리즘의 분광(分光)이 결정(結晶)한 것과 같이 보이는 시가지·탑·다리·선박 등의 구축물의 표현인데, 교착하는 직선과 색면의 리드미컬한 구성은 추상과 구상의 개념적 구별을 지양하는 자율적인 화면을 만들어 냈다. 1919년 바이마르의 바우하우스에 초청을 받아 판화의 공방(工房)을 담당하는 포름 마이스터로서 연구교육의 활동을 하였다. 또한 칸딘스키, 클레, 야우렌스키와 '청색의 네 사람'의 그룹을 만들어 상호간에 연구와 수련을 쌓았다. 1936년 나치스에게 추방당하여 미국으로 돌아왔으며, 만년의 작품은 특히 구성이 엄격한 것이 특색이다. 1956년 뉴욕에서 사망하였고, 그에게 붙여진 '독일 표현파의 거장(巨匠)'이란 찬사는 그의 작품과 더불어 미국의 젊은 화가들에게 큰 자극을 주었다.

## 같이 보기
- 입체주의